# Westrup (havezate in Dwingeloo)

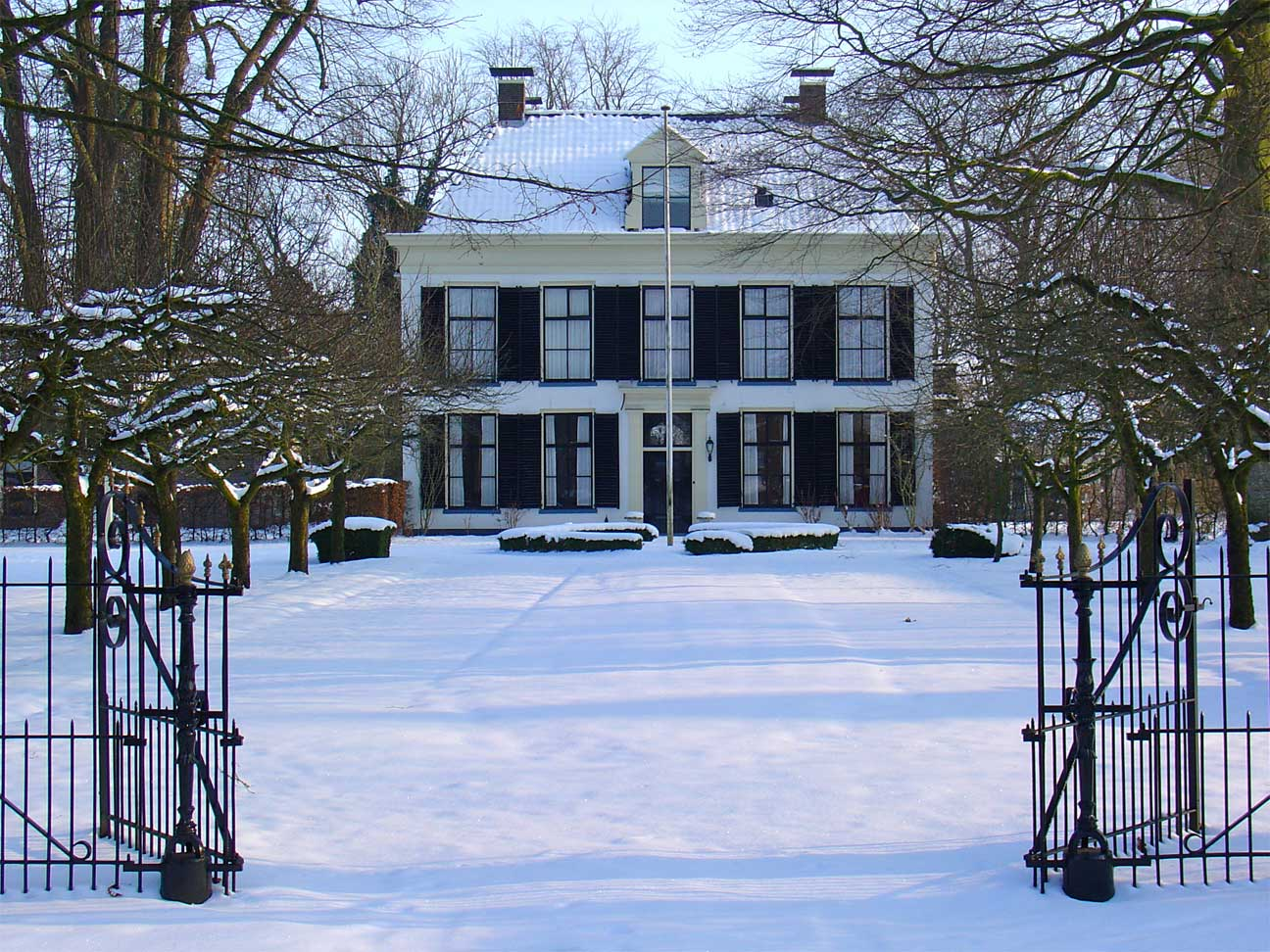
Westrup in Dwingeloo anno 2010

Westrup was een havezate in de Drentse plaats Dwingeloo in het Dieverderdingspel.
Westrup kreeg in 1740 de status van havezate. Cornelis van Dongen tot de Oldengaerde had op 18 maart 1740 de havezate Westrup in Westdorp nabij Borger gekocht. Hij verzocht de Drentse landdag om het recht van havezate te verleggen op het door hem gekochte huis in Dwingeloo. Nadat dit werd toegestaan verhuisde de naam Westrup mee naar Dwingeloo. Vanaf 1740 stond het huis bekend onder de naam Westrup of Westdorp.
Voor 1700 was het huis in het bezit geweest van de familie Van den Clooster. Op het einde van de 17e eeuw kwam het huis in het bezit van de uit Dwingeloo afkomstige familie Bloemerts. In 1722 werd de gepensioneerde majoor Frans Willem de Carpenter de nieuwe eigenaar. Zijn huis in Vledder,  Westerbeek, verkocht hij in 1726 aan de zijdehandelaar Steven van Royen. De erfgenamen van de weduwe van de majoor verkochten Westrup in 1740 aan Cornelis van Dongen.

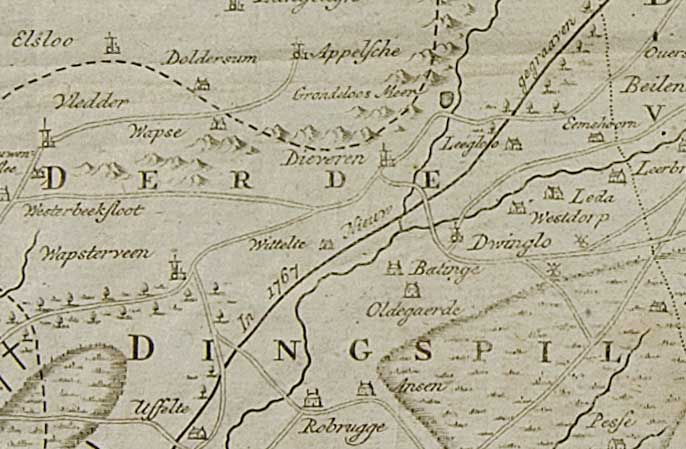
Op deze Nieuwe kaart van het vrye landschap Drenthe uit 1795 staat Westrup als Westdorp ingetekend bij Dwinglo

Van Dongen knapte het huis op tot een, zoals de Dwingeler predikant Cornelis van Schaick beschreef, lusthuis, niet groot, maar lief gelegen en zeer logeabel. Van Dongen woonde zelf op de havezate Oldengaerde in Dwingeloo en beheerde beide havezaten. Zijn schoonzoon Isaac van Dongen, rentmeester der Domeinen, bezat de havezaten Entinge en het Huis te Ansen. Hij verkocht, als erfgenaam, in 1781 Oldengaerde en verzocht in 1783 om het recht van havezate te mogen verleggen van Westrup naar zijn hiernaast gelegen huis (heden Entingheweg 8), waarvoor Van Dongen tot zijn dood in 1792 in de Ridderschap bleef verschreven.
Westrup kwam vervolgens in het bezit van een oud-schulte van Dwingeloo, Jan Prins, en van de latere gouverneur van Drenthe Petrus Hofstede. Een zoon van Prins zou later het deel van Hofstede afkopen. De familie Prins verhuurde het huis van 1827 tot 1843 aan een plaatselijke arts en apotheker, Crebas, en na diens overlijden aan de arts Heppener. In 1843 werd het huis verhuurd aan de oud-burgemeester van Vledder, Herman Hendrik Adriaan Sluis, die er een notariaat begon. Sinds die tijd is Westrup een notariswoning gebleven. Het huis werd in 1870 vergroot met een tweede verdieping. Het huis wisselde regelmatig van eigenaar en werd in 1920 verkocht aan de gemeente Dwingeloo. De gemeente bleef Westrup verhuren als  notariswoning. De woning is diverse malen verbouwd en er werden kantoorruimtes bijgebouwd. In 1984 werd notaris Van Drooge de nieuwe eigenaar van Westrup. Deze liet het gebouw restaureren en liet de aangebouwde delen afbreken. Het gebouw werd teruggebracht naar het uiterlijk dat het in de 19e eeuw had. Voor het notariskantoor werd een nieuw pand naast Westrup neergezet.
Huis te Ansen · Batinge · Ter Borch · Huis ten Clooster · Kasteel van Coevorden · Dunningen · Huis te Echten · Entinge · Huis ter Hansouwe · Havixhorst · De Kinkhorst · De Klencke · Laarwoud · Lemferdinge · Mensinga · Mensinge · Oldengaerde · Oldenhave · Overcinge · Huis te Peize · Rheebruggen · Huis te Westervelde · Vledderinge · Westrup · Wittesheuvel